# Xperia 8 (Y!mobile)
 Xperia 8（エクスペリア エイト）は、ソニーモバイルコミュニケーションズによって開発された、第4世代移動通信システム・第3.9世代移動通信システム・第3世代移動通信システム対応のAndroid端末である。Y!mobileブランドを展開するソフトバンク株式会社、並びに株式会社ウィルコム沖縄の第3.9世代移動通信システム、第4世代移動通信システム対応スマートフォンである。モデル番号は902SO。

## 概要
本機種はXperia 8のY!mobileローカライズモデルであり、Xperiaシリーズのミッドレンジモデルとなる。2019年秋冬の新商品の1つとして発売された。旧EMOBILE時代の2011年に発売されたSony Ericsson mini
S51SEを除けば、Y!mobile初のXperia端末である。
アスペクト比はシネスコサイズである21:9比率のFHD+ディスプレイを搭載し、筐体にはGorilla Glass 6を採用。幅が69㎜に抑えられており、片手でも操作しやすく設計している。また電源キーには指紋認証センサーが内蔵されている。カメラでは国内向けミドルレンジモデルで初のデュアルレンズカメラの搭載となる。また3.5㎜イヤホンジャック搭載モデルである。
ボディカラーにはブラック、ホワイト、オレンジ、ブルーの4色を展開する。キャッチコピーは、SonyMobileでは「極上のエンタテインメントを より身近に」、Y!mobileでは「ワイモバイル初のXperia」。

## 歴史
- 2019年10月7日 - Y!mobile、及びソニーモバイルコミュニケーションズジャパンよりXperia 8の公式発表ならびに事前予約受付開始[1]。
- 2019年10月25日 - 発売開始。
- 2020年5月12日 - ソフトウェア更新によりAndroid 10の提供が開始された[2]。